# Warhead
I Warhead sono un gruppo musicale italiano proveniente da Terni ed attivo dal 1981 nella scena hardcore italiana. La band sviluppò sin dagli esordi sonorità ed attitudini indirizzate al versante più Thrashcore di tale genere. Nel tempo, poi, le loro sonorità virarono su tinte più neo-psichedeliche.

## Storia del gruppo
Nacquero nel 1982 dall'incontro dei due chitarristi Fabio Scipioni e Fausto Colasanti, completarono l'organico Roberto Piantoni al basso elettrico e Daniele Pannacci e Lucio Marcucci alla batteria, fu il primo gruppo punk a Terni. Nel gennaio 1983 pubblicarono il loro primo album su cassetta per la Green Tapes, che presentarono in un tour nei teatri e nei centri sociali dell'Italia centrale.
Nel 1986 pubblicarono, in collaborazione con la Toast Records di Giulio Tedeschi, il mini The Black Radio. La formazione aveva subito nel frattempo alcuni cambiamenti ed il disco vide al basso la partecipazione di Riccardo Quattrucci.
Nel 1987 è la volta del 7" X-Mas Bop / White Christmas. L'EP, pubblicato dalla collaborazione fra le etichette Mosca Records e Toast Records, vedeva la partecipazione di Paul Chain all'organo elettrico e Cinzia Sensi alla chitarra e voce.
Nel 1989 il disco One More Time In Jail, sempre prodotto da Mosca Records e distribuito con l'aiuto dell'etichetta piemontese, inaugurò un proficuo periodo per la band, con un lungo tour in tutta la penisola e negli Stati Uniti.
Nel 1992 autoprodussero il demo su cassetta dal titolo Outlaw Rider (uscito con il nome Moonshiner) e nel 1993 Ten Years on the Road. In questi anni la band cambiò continuamente formazione, mantenendo come membri originari della band solo Fabio Scipioni e Fausto Colasanti, trovando poi un periodo di stabilità con Kevin Throat dei Revenge alla voce, Valter Vincenti al basso e Walter Sacripanti alla batteria, e dirigendo progressivamente le loro sonorità su territori più vicini alla neo-psichedelia.
Nel 1998 incisero a Pesaro Sand'Son negli studi di Paul Chain, che ne curò anche la produzione artistica, e la pubblicazione fu a cura della New LM Records. L'album ebbe un discreto successo di critica, riportando il gruppo a far parlare di sé. La stabilità precaria del gruppo vide però presto la fuoriuscita di Colasanti e Throath nel 2001, portando ad un lungo periodo di pausa che terminerà però con la pubblicazione di Sky Fab, per la Beard of Stars Records e in collaborazione con EMI Music.

## Discografia
Album in studio
- 1983 - In Rock We Trust
- 1986 - The Black Radio
- 1998 - Sand'son
- 2007 - Sky Fab

EP
- 1987 - X-Mas Bop / White Christmas
- 1989 - One More Time In Jail

Apparizioni in compilation
- 1983 - 391 Umbria
- 1992 - Punto zero, vol. 7
- 1995 - Punk Territory Vol. 4 - Italian Hardcore 1981-87